# Wojewódzki Zarząd Stowarzyszenia Cyganów Osiadłych w Wałbrzychu
Wojewódzki Zarząd Stowarzyszenia Cyganów Osiadłych w Wałbrzychu – pierwsze po II wojnie światowej polskie stowarzyszenie społeczności romskiej.
W początku lat 50. XX wieku zaczęły na Dolnym Śląsku powstawać pierwsze polskie stowarzyszenia romskie (miały one być narzędziem w rękach Polskiej Zjednoczonej Partii Robotniczej oraz władz terenowych, realizujących zapisy uchwały nr 452 Prezydium Rządu z 24 maja 1952 w sprawie pomocy ludności cygańskiej przy przechodzeniu na osiadły tryb życia). Organizację, która początkowo nosiła nazwę Komitet Cygański, powołano do życia w Wałbrzychu 25 maja 1952. W 1953 nazwę zmieniono na Wojewódzki Zarząd Stowarzyszenia Cyganów Osiadłych w Wałbrzychu. W czerwcu 1952 przy organizacji powstała Spółdzielnia Pracy Kotlarsko-Ślusarska „Kotlarz”.
Inicjatorami powstania stowarzyszenia byli pracownicy Wydziału Społeczno-Administracyjnego Prezydium Miejskiej Rady Narodowej, którzy przy wsparciu innych organów zainteresowali się losem rodzin romskich z Wałbrzycha i terenów przyległych. Ludzie ci opracowali również statut organizacji. Do współpracy pozyskano grupę Romów z Sanocka Roma i Bergitka Roma, której przewodziła rodzina Siwaków z Andrzejem Siwakiem na czele. Był on założycielem oraz pierwszym przewodniczącym stowarzyszenia.
Celem działania Komitetu było wychowywanie ludności romskiej w Wałbrzychu w duchu socjalistycznym oraz dbanie, aby nie działa im się krzywda. Pierwsze pozytywne skutki działalności dostrzeżono po pół roku funkcjonowania organizacji. Objawiało się to m.in. zainteresowaniem Romów życiem społecznym miasta, np. wstępowaniem do Związku Młodzieży Polskiej czy Ligi Kobiet, jak również do PZPR. Osiedlono też kilkanaście rodzin w Wałbrzychu, Świebodzicach, Ząbkowicach Śląskich oraz Nowej Hucie. Organizowano pomoc socjalną i zabawy (zysk skierowano na cele administracyjne). Promowano również edukację. Dzieci romskie od września 1951 zaczęły uczęszczać do szkoły. 1 kwietnia 1952, decyzją PWRN we Wrocławiu Komitet rozwiązano i powołano Wojewódzki Zarząd Stowarzyszenia Cyganów Osiadłych w Wałbrzychu. Jego statut zatwierdzono w Warszawie. Organizacja miała realizować cele asymilacyjne i włączać Cyganów w orbitę życia społecznego, politycznego, kulturalnego kraju. Ponadto członkowie byli zobligowani do prowadzenia akcji uświadamiających w zakresie osiadłego trybu życia, zatrudnienia, poszanowania mienia społecznego, współdziałania z władzami, alfabetyzacji i edukacji dzieci. Statut organizacji był modelowym dla stowarzyszeń romskich w całym kraju. W pierwszej połowie 1955 aktywność stowarzyszenia ustała i zakończyło ono działalność. W czerwcu 1955 dwanaście rodzin związanych z Andrzejem Siwakiem otrzymało skierowanie do województwa olsztyńskiego wystosowane przez Ministerstwo Rolnictwa.
Wedle niektórych źródeł stowarzyszenie nie przejawiało większej aktywności, poza zakupem odzieży i obuwia dla swoich członków, udzielaniem zapomóg pieniężnych, pomocą w nabyciu mebli i w odmalowywaniu mieszkań. Twórca Stowarzyszenia [...], korzystając z rozgłosu i uznania ze strony PZPR, jakie zyskał deklaracjami poparcia polityki partii i państwa, przeniósł się wraz ze swoją grupą do pegeerów w okolicach Brodnicy, gdzie zaoferowano mu pomoc materialną, aby ostatecznie osiąść na stałe w Tarnowie i w 1963 współzałożyć Cygańskie Stowarzyszenie Kulturalno-Oświatowego „Nowe Życie”.